# Platyplectrurus
Platyplectrurus – rodzaj węży z rodziny tarczogonowatych (Uropeltidae).

## Zasięg występowania
Rodzaj obejmuje gatunki występujące w Indiach i Sri Lance.

## Systematyka

### Etymologia
- Platyplectrurus: gr. πλατυς platus „szeroki”[5]; rodzaj Plectrurus Duméril, 1851[2].
- Wallia: Frank Wall (1868–1950), brytyjski herpetolog[3]. Gatunek typowy: Wallia inexpectata Werner, 1925 (= Platyplectrurus madurensis Beddome, 1877).

### Podział systematyczny
Do rodzaju należą następujące gatunki:  
- Platyplectrurus madurensis Beddome, 1877
- Platyplectrurus trilineatus (Beddome, 1867)